# Jean-Philippe Toussaint

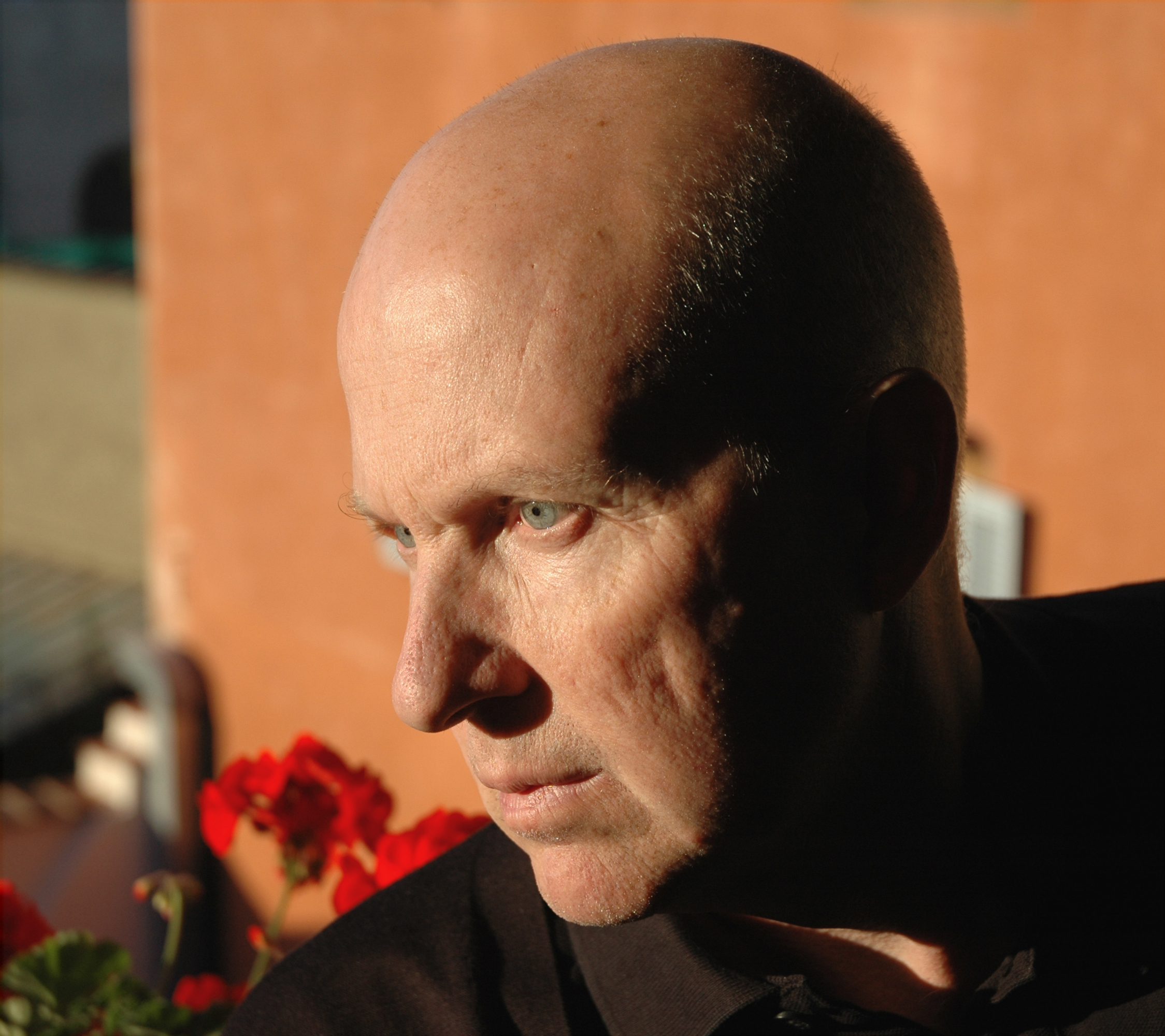
Jean-Philippe Toussaint, 2010

Jean-Philippe Toussaint (* 29. November 1957 in Brüssel) ist ein belgischer Schriftsteller und Regisseur.

## Leben
Jean-Philippe Toussaint wurde als Sohn des Journalisten Yvon Toussaint und der Buchhändlerin Monique Lanskoronskis geboren. Ab 1971 lebte er in Paris. 1973 errang er in Cannes den Juniorweltmeistertitel im Scrabble. 1978 erhielt er ein Diplom am Institut d’études politiques de Paris, ein Jahr später sein DEA (Diplome d'études approfondies) in Neuerer Geschichte. Bereits während seiner Studienzeit begann er zu schreiben. Er verfasste ein Theaterstück und in Zusammenarbeit mit einem Freund einen Roman, sowie einen weiteren Roman, den er Alain Robbe-Grillet zukommen ließ, der jedoch nie veröffentlicht wurde.
Um dem Militärdienst zu entgehen, bewarb er sich um eine Stelle als Französischlehrer in Médéa (Algerien) und übte diese Tätigkeit von 1982 bis 1984 aus. 1983 heiratete er Madeleine Santandréa; aus ihrer Ehe gingen ein Sohn und eine Tochter hervor. Während seiner Zeit in Médéa schrieb er den Roman La salle de bain, der zunächst von mehreren Verlagen abgelehnt wurde. Geringe Hoffnung machte Toussaint sich bei den Éditions de Minuit, weil ihm dieser Verlag als „franchement trop intellectuelle“ („offen gesagt zu intellektuell“) erschien. Aber gerade der Verleger der Éditions de Minuit, Jérôme Lindon, war es, der sich ein paar Monate nach Einsendung des Manuskripts bei Toussaint meldete und für eine Veröffentlichung von La salle de bain 1985 sorgte. Später wurden dieser und weitere Romane vom Verlag als „romans impassibles“ (unberührte, unbeirrbare Romane) bezeichnet, die eine neue Richtung des Verlagsprogramms begründeten.
1986 folgte der Roman Monsieur. 1987 verfasste er zusammen mit John Lvoff das Drehbuch zu La salle de bain, der bei dessen Verfilmung auch die Regie übernahm. Zwei Jahre später erschien L'appareil-photo, in etwa zeitgleich mit der Verfilmung von Monsieur, bei der Toussaint erstmals selbst Regie führte. 1990 verbrachte er auf Einladung der Villa Médicis Hors les Murs einige Monate in Madrid, wo er an dem Roman La Réticence arbeitete, der 1991 herauskam. 1992 verfilmte er seinen Roman L'appareil-photo unter dem Titel La Sévillane. Im folgenden Jahr wurde er vom DAAD für einen einjährigen Aufenthalt nach Berlin eingeladen, wo er – gemeinsam mit Torsten C. Fischer – den Film Berlin 10:46 realisierte und die Arbeit an dem Roman La télévision aufnahm. 1995 verfilmte Toussaint sein bis dahin unveröffentlichtes Drehbuch La Patinoire, die Dreharbeiten wurden live im Internet übertragen. 1996 folgte er einer Einladung der Villa Kujoyama nach Kyōto zu einem längeren Aufenthalt, 1997 erschien sein Roman La télévision. Im Jahre 2000 veröffentlichte Toussaint sein „Reisebuch“ Autoportrait (à l'ètranger). Der 2002 erschienene Roman Faire l'Amour wurde in Frankreich ein Bestseller. 2006 erhielt Toussaint für den Roman Fuir einen der wichtigsten Literaturpreise Frankreichs, den „Prix Médicis“. Faire l'Amour, Fuir, La vérité sur Marie und Nue bilden einen vierteiligen Romanzyklus, in dessen Mittelpunkt das Verhältnis des Erzählers zur Modeschöpferin Marie Madeleine Marguerite de Montalte steht. Orte der Handlung sind Paris, Städte in Japan und China sowie die Insel Elba. Einen weiteren Romanzyklus, von dem bisher – Stand: Oktober 2020 – zwei Bände vorliegen, hat Toussaint 2019 mit La clé USB (Der USB-Stick) begonnen. Protagonist ist diesmal der für die Europäische Kommission in Brüssel arbeitende Jean Detrez. 2020 erschien die Fortsetzung Les Émotions (Die Gefühle), wieder mit Jean Detrez.
In seinem Essayband Die Dringlichkeit und die Geduld schildert Toussaint seine Entwicklung als Schriftsteller und seine Lektüre. Das Buch stand auf Platz 1 der SWR-Bestenliste und erhielt in Deutschland überwiegend sehr positive Kritiken.
Neben seiner Tätigkeit als Schriftsteller und Regisseur hat Toussaint mittlerweile auch in mehreren Ausstellungen (vor allem in Japan und Frankreich) sein fotografisches Werk präsentiert. Er lebt in seiner Geburtsstadt und auf der Insel Korsika. Die Filmproduzentin Anne-Dominique Toussaint ist seine Schwester, die in mehreren seiner Filme die Produktion übernahm.

## Werke
Alle Originalausgaben sind, wenn nicht in Einzelfällen anders angegeben, erschienen bei den Éditions de Minuit, Paris.
- La salle de bain. Roman, 1985.
  - Das Badezimmer. Übers. Jürgen Hoch. Hanser, München 1987, ISBN 3-446-14626-1
  - Das Badezimmer. Übers. Joachim Unseld; Frankfurter Verlagsanstalt, Frankfurt am Main 2004, ISBN 3-627-00119-2
- Monsieur. Roman, 1986.
  - Monsieur. Übers. Sigrid Vagt. Hanser, München 1989, ISBN 3-446-15364-0
- L'appareil-photo. Roman, 1989.
  - Der Photoapparat. Übers. Joachim Unseld, Frankfurter Verlagsanstalt, Frankfurt am Main 2005, ISBN 3-627-00128-1
- La réticence. Roman, 1991.
  - Der Köder. Übers. Achim Russer. Suhrkamp, Frankfurt am Main 1993, ISBN 3-518-40564-0
- La télévision. Roman, 1997.
  - Fernsehen. Übers. Bernd Schwibs. Suhrkamp, Frankfurt  am Main 2001, ISBN 3-518-39699-4
- Autoportrait (à l´Étranger), 1999.
  - Selbstporträt (in der Fremde). Übers. Bernd Schwibs. Frankfurter Verlagsanstalt, Frankfurt am Main 2001, ISBN 3-627-00083-8.
- Faire l'amour. Roman, 2002.
  - Sich lieben. Übers. Bernd Schwibs. Frankfurter Verlagsanstalt, Frankfurt am Main 2003, ISBN 3-627-00107-9
- Fuir. Roman, 2005.
  - Fliehen. Übers. Joachim Unseld. Frankfurter Verlagsanstalt, Frankfurt am Main 2007, ISBN 978-3-627-00133-9
- La mélancolie de Zidane. Essay, 2006.
  - Zidanes Melancholie. Übers. Joachim Unseld. Frankfurter Verlagsanstalt, Frankfurt am Main 2007, ISBN 978-3-627-00141-4
- La vérité sur Marie. Roman, 2009.
  - Die Wahrheit über Marie. Übers. Joachim Unseld. Frankfurter Verlagsanstalt, Frankfurt am Main 2010, ISBN 978-3-627-00167-4
- L'urgence et la patience. Essays, 2012.
  - Die Dringlichkeit und die Geduld. Übers. Joachim Unseld. Frankfurter Verlagsanstalt, Frankfurt am Main 2012, ISBN 978-3-627-00186-5
- La Main et le Regard. Essay und Fotografien zur Ausstellung Livre/Louvre im Louvre, Éditions Le Passage, Paris 2012.
- Nue. Roman, 2013.
  - Nackt. Übers. Joachim Unseld. Frankfurter Verlagsanstalt, Frankfurt am Main 2014, ISBN 978-3-627-00202-2
- Football. Essays, 2015.
  - Fußball, dt. von Joachim Unseld. Frankfurter Verlagsanstalt, Frankfurt am Main 2016, ISBN 978-3-627-00227-5
- M.M.M.M. Romantetralogie, mit Faire l’amour, Fuir, La vérité sur Marie und Nue in einem Band. Die deutsche Fassung mit den gleichen Übersetzern. Frankfurter Verlagsanstalt, Frankfurt am Main 2017
- Made in China, 2017.
- La clé USB. Roman, 2019.
  - Der USB-Stick. Übers. Joachim Unseld. Frankfurter Verlagsanstalt, Frankfurt am Main 2020, ISBN 978-3-627-00273-2
- Les Émotions. Roman, 2020.
  - Die Gefühle. Übers. Joachim Unseld. Frankfurter Verlagsanstalt, Frankfurt am Main 2021, ISBN 978-3-627-00287-9
- La Disparition du paysage, 2021.
  - Das Verschwinden der Landschaft. Übers. Joachim Unseld. Frankfurter Verlagsanstalt, Frankfurt am Main 2022, ISBN 978-3-627-00304-3
- C'est vous l'écrivain. Le Robert, Paris 2022, ISBN 978-2-321-01678-6
- L'Instant précis où Monet entre dans l'atelier, 2022.
- L'Échiquier. Autobiographische Aufzeichnungen, 2023.
  - Das Schachbrett. Übers. Joachim Unseld. Frankfurter Verlagsanstalt, Frankfurt am Main 2024, ISBN 978-3-627-00318-0

### Kurzprosa
- L’île des anamorphoses.[10]
  - Die Insel der Anamorphosen.[11] Übers. Tobias Wildner.
- Barbe noire. (Vorwort zu:) Félix Vallotton: intimité(s). Les éditions Martin de Halleux, Paris 2019, ISBN 978-2-490393-05-3.

### Als Übersetzer
- Stefan Zweig: Échecs. Les Éditions de Minuit, Paris 2023

## Filme
- 1989: La salle de bain (Drehbuch)
- 1990: Monsieur (Drehbuch und Regie)
- 1992: La Sevillane (Drehbuch und Regie)
- 1994: Berlin, 10:46 (Drehbuch, Regie – gemeinsam mit Torsten C. Fischer – und Darsteller)
- 1998: La Patinoire (Drehbuch und Regie)
- 2008: Trois fragments de Fuir (Louvre, Chine, Elbe) (Drehbuch und Regie)
- 2015: The Honey Dress (Drehbuch und Regie)

## Auszeichnungen
- 1986 Prix littéraire de la Vocation für La salle de bain
- 1997 Prix Victor Rossel für La télévision
- 2005 Prix Médicis für Fuir
- 2009 Prix Décembre für La vérité sur Marie